# Добрянська сільська рада (Стрийський район)
Добрянська сільська рада — орган місцевого самоврядування у Стрийському районі Львівської області. Адміністративний центр — село Добряни.

## Загальні відомості
Водоймища на території, підпорядкованій даній раді: річка Стрий.

## Населені пункти
Сільській раді підпорядковані населені пункти:
- с. Добряни

## Склад ради
Рада складається з 18 депутатів та голови.

### Керівний склад попередніх скликань
| ПІБ                          | Основні відомості                                                               | Дата обрання | Дата звільнення |
| ---------------------------- | ------------------------------------------------------------------------------- | ------------ | --------------- |
| Матвійців Любомир Михайлович | Сільський голова, 1939 року народження, освіта середня спеціальна, безпартійний | 26.03.2006   | 31.10.2010      |
| Матвійців Любомир Михайлович | Сільський голова, 1939 року народження, освіта середня спеціальна, безпартійний | 31.10.2010   |                 |

Примітка: таблиця складена за даними джерела